# Воробьёв, Константин Степанович
Константин Степанович Воробьёв (род. 30 октября 1930, Кировская область) — советский легкоатлет, специалист по бегу на длинные дистанции, кроссу и марафону. Выступал за сборную СССР по лёгкой атлетике в конце 1950-х — начале 1960-х годов, победитель и призёр первенств всесоюзного значения, участник летних Олимпийских игр в Риме. Представлял Ленинград и спортивное общество «Буревестник». Мастер спорта СССР.

## Биография
Родился 30 октября 1930 года в Кировской области.
Занимался лёгкой атлетикой в Ленинграде, выступал за добровольное спортивное общество «Буревестник».
Впервые заявил о себе на всесоюзном уровне в сезоне 1958 года, став четвёртым в 30-километровом пробеге на приз газеты «Труд».
В 1959 году на Мемориале братьев Знаменских в Москве занял седьмое место в беге на 10 000 метров.
В 1960 году выиграл пробег на приз газеты «Труд», с результатом 2:29.16 превзошёл всех соперников в марафоне на чемпионате СССР в Москве. Благодаря этой победе удостоился права защищать честь страны на летних Олимпийских играх в Риме — в программе марафона установил свой личный рекорд 2:19.10, расположившись в итоговом протоколе соревнований на четвёртой строке.
В 1961 году финишировал четвёртым на кроссе Юманите во Франции, вновь выиграл пробег на приз газеты «Труд», превзошёл всех соперников в 30-километровом пробеге «Пушкин — Ленинград».
В 1962 году взял бронзу в дисциплине 14 км на чемпионате СССР по кроссу в Мукачево, в третий раз подряд победил в пробеге на приз газеты «Труд».
В 1963 году на кроссовом чемпионате СССР в Мукачево снова стал бронзовым призёром на дистанции 14 км.

## Результаты

### Соревнования
| Год  | Город    | Дата       | Дистанция   | Результат | Место |
| ---- | -------- | ---------- | ----------- | --------- | ----- |
| 1960 | Москва   | 16 июля    | марафон     | 2:29.16,0 | I     |
| 1962 | Мукачево | 3 февраля  | кросс 14 км | 48.08,0   | III   |
| 1963 | Мукачево | 23 февраля | кросс 14 км | 46.01,2   | III   |

| Год  | Пробег             | Дата      | Дистанция | Результат    | Место |
| ---- | ------------------ | --------- | --------- | ------------ | ----- |
| 1958 | газеты «Труд»      | 15 июня   | 30 км     | 1:40.32,0    | 4     |
| 1960 | газеты «Труд»      | 12 июня   | 30 км     | 1:36.19,0    | I (3) |
| 1961 | газеты «Труд»      | 18 июня   | 30 км     | 1:40.32,0    | I     |
| 1961 | Пушкин — Ленинград | 8 октября | 30 км     | 1:35.01,4    | I     |
| 1962 | газеты «Труд»      | 17 июня   | 30 км     | 1:34.57,0 PB | I     |

## Награды
- Медаль «За трудовую доблесть» (16.09.1960) — за успешные выступления в XVII летних и VIII зимних Олимпийских играх 1960 года, а также за выдающиеся спортивные достижения[4]